# تپه شماره ۱ دره المازو
تپه شماره ۱ دره المازو مربوط به هزاره اول قبل از میلاد است و در شهرستان شاهرود، بخش میامی، روستای دشت شاد واقع شده و این اثر در تاریخ ۱۰ دی ۱۳۸۱ با شمارهٔ ثبت ۶۵۷۹ به‌عنوان یکی از آثار ملی ایران به ثبت رسیده است.